# Приупский (Киреевский район)
Приупский — посёлок (в 1954—2005 гг. — посёлок городского типа) в Киреевском районе Тульской области России.
В рамках административно-территориального устройства является центром Приупского сельского округа Киреевского района, в рамках организации местного самоуправления является административным центром Приупского сельского поселения.

## География
Расположен в 13 км к западу от города Киреевска и в 19 км к юго-востоку от железнодорожной станции города Щёкино.

## История
Возник как посёлок при угольной шахте. В 1954 году указом Президиума Верховного совета РСФСР посёлок Миленинский Дедиловского района Тульской области отнесён к категории посёлков городского типа с присвоением ему наименования — рабочий поселок Приупский.
В 2005 году преобразован в сельский населённый пункт как посёлок.

## Население
| 1959 | 1970  | 1979  | 1989  | 2002  | 2010  |
| ---- | ----- | ----- | ----- | ----- | ----- |
| 4523 | ↗7089 | ↘5789 | ↘4738 | ↘3421 | ↘2134 |